# Gerstjärnarna (Överkalix socken, Norrbotten, 739497-180132)
Gerstjärnarna är en sjö i Överkalix kommun i Norrbotten och ingår i Kalixälvens huvudavrinningsområde. Sjön har en area på 0,0356 kvadratkilometer och ligger 63,4 meter över havet.

## Delavrinningsområde
Gerstjärnarna ingår i det delavrinningsområde (739316-180340) som SMHI kallar för Nedlagd mätstation. Medelhöjden är 105 meter över havet och ytan är 33,78 kvadratkilometer. Räknas de 276 avrinningsområdena uppströms in blir den ackumulerade arean 4 116,42 kvadratkilometer. Ängesån (Liinajoki) som avvattnar avrinningsområdet har biflödesordning 2, vilket innebär att vattnet flödar genom totalt 2 vattendrag innan det når havet efter 90 kilometer. Avrinningsområdet består mestadels av skog (81 procent). Avrinningsområdet har 0,99 kvadratkilometer vattenytor vilket ger det en sjöprocent på 2,9 procent.